# Liste der Monuments historiques in Balschwiller
Die Liste der Monuments historiques in Balschwiller führt die Monuments historiques in der französischen Gemeinde Balschwiller auf.

## Liste der Objekte
| Bezeichnung                       | Beschreibung | Standort                       | Kennzeichnung | Schutzstatus | Datum | Bild |
| --------------------------------- | --- | ------------------------------ | ------------- | ------------ | ----- | ---- |
| Ölberg                            | Holz, farbig gefasst, Ende des 15. Jahrhunderts                                                                                           | auf dem Friedhof (Lage)        | PM68000013    | Classé       | 1983  |      |
| Flachrelief Heiliger Diakon       | Sandstein, 17. oder 18. Jahrhundert | auf dem Friedhof (Lage)        | PM68001027    | Inscrit      | 1987  |      |
| Gemälde Sieben Schmerzen Mariens  | Ölfarbe auf Leinwand, Anfang des 18. Jahrhunderts                                                                                         | im Pfarrhaus (Lage)            | PM68001489    | Inscrit      | 1995  |      |
| Skulptur Maria Immaculata         | Holz, farbig gefasst und vergoldet, Anfang des 19. Jahrhunderts                                                                           | in der Kirche St-Morand (Lage) | PM68000622    | Classé       | 1983  |      |
| Skulptur Heiliger Oswald          | Holz, farbig gefasst, Ende des 15. Jahrhunderts                                                                                           | in der Kirche St-Morand (Lage) | PM68000623    | Classé       | 1983  |      |
| Skulptur Heiliger Laurentius      | Holz, farbig gefasst und vergoldet, Ende des 15. Jahrhunderts                                                                             | in der Kirche St-Morand (Lage) | PM68000627    | Classé       | 1983  |      |
| Gemälde Das letzte Abendmahl      | Ölfarbe auf Leinwand, maroufliert, um 1926, nach Leonardo da Vinci                                                                        | in der Kirche St-Morand (Lage) | PM68001020    | Inscrit      | 1987  |      |
| Gemälde Wundersame Brotvermehrung | Ölfarbe auf Leinwand, maroufliert, um 1926                                                                                                | in der Kirche St-Morand (Lage) | PM68001021    | Inscrit      | 1987  |      |
| Skulptur Heiliger Diakon          | Holz, farbig gefasst, Ende des 15. Jahrhunderts                                                                                           | in der Kirche St-Morand (Lage) | PM68000624    | Classé       | 1983  |      |
| Skulptur Heiliger Stephan         | Holz, farbig gefasst und vergoldet, Ende des 15. Jahrhunderts                                                                             | in der Kirche St-Morand (Lage) | PM68000626    | Classé       | 1983  |      |
| Wandverkleidung des Chorraums     | Holz, teilweise vergoldet, um 1926 | in der Kirche St-Morand (Lage) | PM68001019    | Inscrit      | 1987  |      |
| Sebastiansaltar                   | Altartisch, Retabel und Gemälde des rechten Seitenaltars; Holz, vergoldet, sowie Ölfarbe auf Leinwand; Gemälde signiert „René Kuder 1931“ | in der Kirche St-Morand (Lage) | PM68001022    | Inscrit      | 1987  |      |
| Vier Beichtstühle                 | Holz, um 1926 | in der Kirche St-Morand (Lage) | PM68001026    | Inscrit      | 1987  |      |
| Marienaltar                       | Altartisch und Retabel des linken Seitenaltars; Holz, vergoldet, sowie Ölfarbe auf Leinwand, 1931                                         | in der Kirche St-Morand (Lage) | PM68001023    | Inscrit      | 1987  |      |
| Hauptaltar                        | Altartisch, Tabernakel, Retabel und Gemälde; Holz, vergoldet, sowie Ölfarbe auf Leinwand; Gemälde signiert „René Kuder 1929“              | in der Kirche St-Morand (Lage) | PM68001024    | Inscrit      | 1987  |      |
| Kanzel                            | Holz, teilweise vergoldet, um 1926 | in der Kirche St-Morand (Lage) | PM68001025    | Inscrit      | 1987  |      |